# 智頭町
智頭町（日语：／ Chizu chō */?）是位于日本鳥取縣東南部，以鳥取藩宿場町「智頭宿」知名的城鎮。為日本最美麗的村莊聯盟成員之一。該町面積93%以上都是山林，並擁有350年以上的造林歷史，因此林業及相關產業為本地主要的產業。

## 人口
| 智頭町人口分布圖 |                                               |  |
| 智頭町與日本全國年齡別人口分布比較圖 （2005年資料） | 智頭町的年齡、男女別人口分布圖 （2005年資料） |  |
| ■紫色是智頭町 ■綠色是全国 | ■藍色是男性 ■紅色是女性                       |  |
| 智頭町人口變化 \| 1970年 \| 12,392人 \| \| \| 1975年 \| 11,650人 \| \| \| 1980年 \| 11,504人 \| \| \| 1985年 \| 11,199人 \| \| \| 1990年 \| 10,670人 \| \| \| 1995年 \| 10,082人 \| \| \| 2000年 \| 9,383人 \| \| \| 2005年 \| 8,647人 \| \| \| 2010年 \| 7,718人 \| \| \| 2015年 \| 7,154人 \| \| \| 2020年 \| 6,427人 \| \| |                                               |  |
| 資料來源：日本總務省統計中心提供之人口普查數據 |                                               |  |
| 1970年 | 12,392人                                      |  |
| 1975年 | 11,650人                                      |  |
| 1980年 | 11,504人                                      |  |
| 1985年 | 11,199人                                      |  |
| 1990年 | 10,670人                                      |  |
| 1995年 | 10,082人                                      |  |
| 2000年 | 9,383人                                       |  |
| 2005年 | 8,647人                                       |  |
| 2010年 | 7,718人                                       |  |
| 2015年 | 7,154人                                       |  |
| 2020年 | 6,427人                                       |  |

## 歷史
7世紀開始，陸續有僧人到此建立極樂寺、豐乘寺等寺廟。8世紀起，開始成為交通要地，江戶時代更成為鳥取藩最大的宿場町。

### 年表
- 1889年10月1日：實施町村制，現在的轄區在當時分屬：智頭郡智頭村、富澤村、大內村、山鄉村、虫井村、中田村、那岐村。
- 1896年3月29日：智頭郡與八上郡、八東郡合併為八頭郡。
- 1903年2月24日：中田村改名為土師村。
- 1912年4月1日：大內村和虫井村合併為山形村。
- 1914年6月1日：智頭村改制為智頭町。
- 1935年2月20日：山形村、那岐村、土師村被併入智頭町。[3]
- 1936年2月26日：富澤村被併入智頭町。
- 1954年7月1日：山鄉村被併入智頭町。

### 變遷表
| 1889年10月1日 | 1889年 - 1926年            | 1926年 - 1954年      | 1926年 - 1954年      | 1926年 - 1954年     | 1955年 - 1988年     | 1989年 - 現在       | 現在                |
| ------------- | -------------------------- | -------------------- | -------------------- | ------------------- | ------------------- | ------------------- | ------------------- |
| 智頭村        | 1914年6月1日 改制為智頭町  | 1935年2月20日 智頭町 | 1936年2月26日 智頭町 | 1954年7月1日 智頭町 | 1954年7月1日 智頭町 | 1954年7月1日 智頭町 | 1954年7月1日 智頭町 |
| 大內村        | 1912年4月1日 山形村        | 1935年2月20日 智頭町 | 1936年2月26日 智頭町 | 1954年7月1日 智頭町 | 1954年7月1日 智頭町 | 1954年7月1日 智頭町 | 1954年7月1日 智頭町 |
| 虫井村        | 1912年4月1日 山形村        | 1935年2月20日 智頭町 | 1936年2月26日 智頭町 | 1954年7月1日 智頭町 | 1954年7月1日 智頭町 | 1954年7月1日 智頭町 | 1954年7月1日 智頭町 |
| 中田村        | 1903年2月24日 改名為土師村 | 1935年2月20日 智頭町 | 1936年2月26日 智頭町 | 1954年7月1日 智頭町 | 1954年7月1日 智頭町 | 1954年7月1日 智頭町 | 1954年7月1日 智頭町 |
| 那岐村        |                            | 1935年2月20日 智頭町 | 1936年2月26日 智頭町 | 1954年7月1日 智頭町 | 1954年7月1日 智頭町 | 1954年7月1日 智頭町 | 1954年7月1日 智頭町 |
| 富澤村        |                            |                      | 1936年2月26日 智頭町 | 1954年7月1日 智頭町 | 1954年7月1日 智頭町 | 1954年7月1日 智頭町 | 1954年7月1日 智頭町 |
| 山鄉村        |                            |                      |                      | 1954年7月1日 智頭町 | 1954年7月1日 智頭町 | 1954年7月1日 智頭町 | 1954年7月1日 智頭町 |

## 交通

### 鐵路
- 西日本旅客鐵道

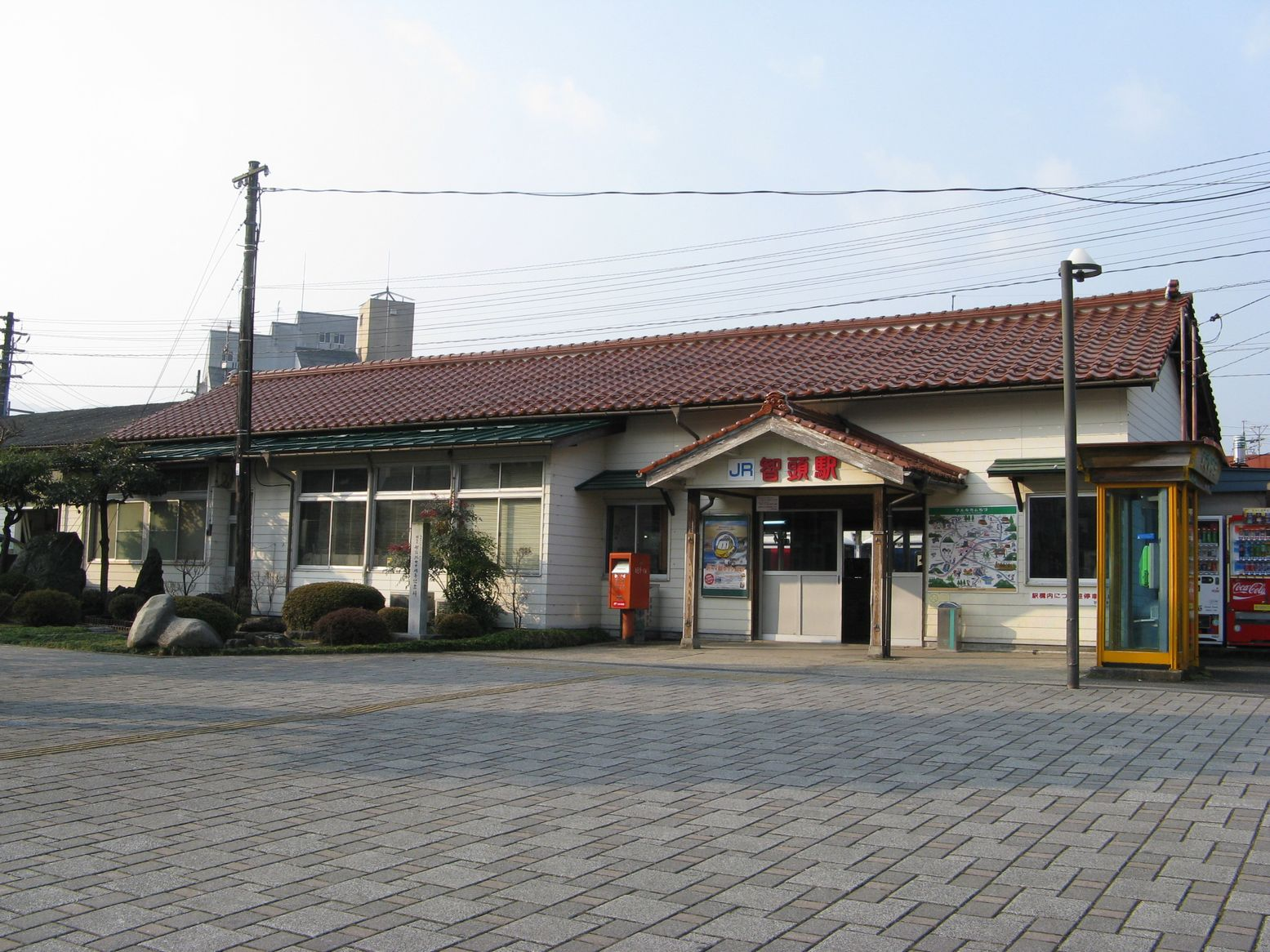
西日本旅客鐵道智頭車站

  - 因美線：（←鳥取市） - 智頭車站 - 土師車站 - 那岐車站 - （津山市）
- 智頭急行
  - 智頭線：（←西粟倉村） - 山鄉車站 - 戀山形車站 - 智頭車站

### 道路
高速道路
- 鳥取自動車道：福原休息區 - 智頭南交流道 - 智頭交流道

一般国道
- 國道53號、國道373號

## 觀光資源

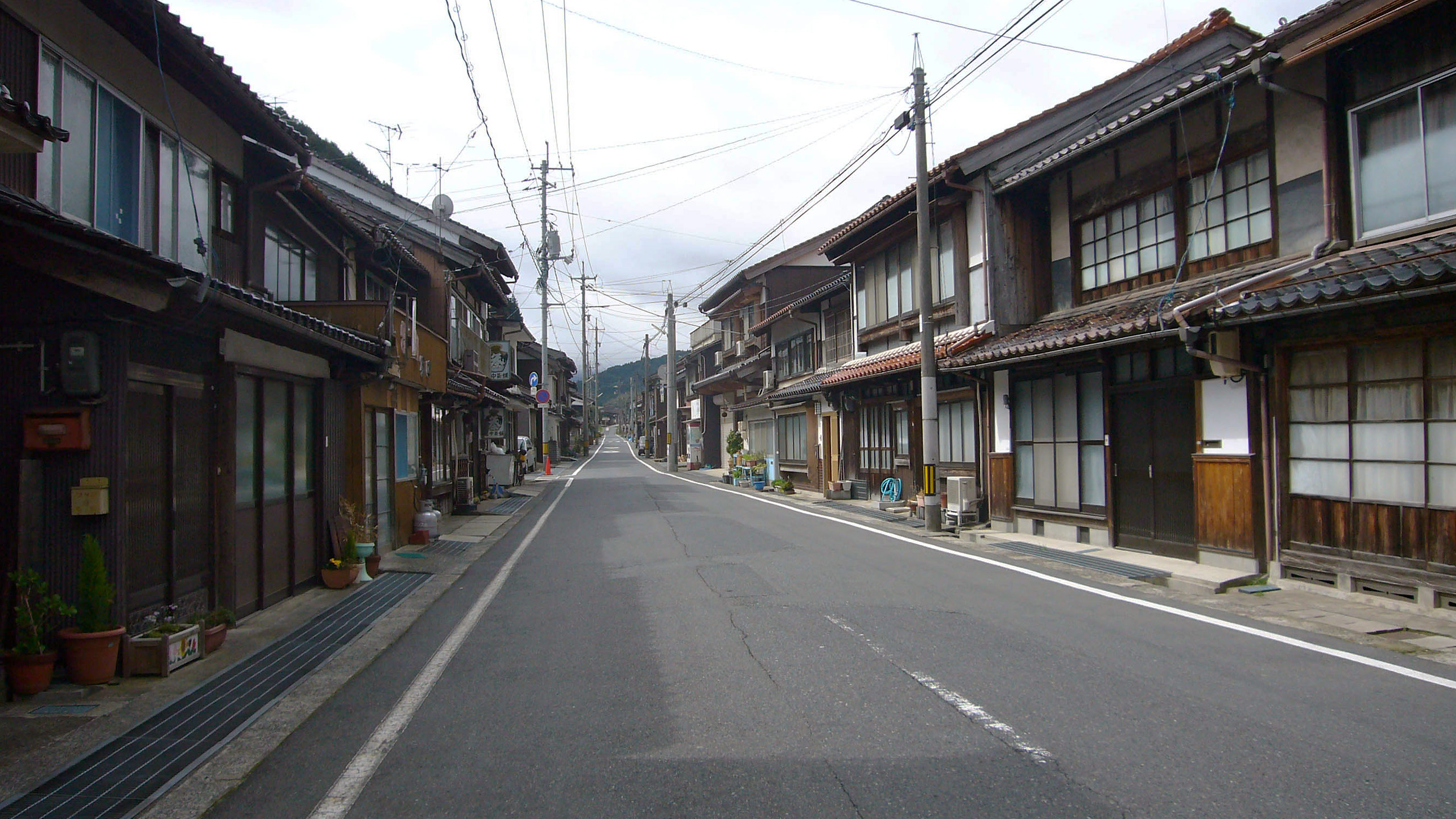
智頭宿街道

- 蘆津溪谷
- 豐乘寺
- 智頭宿
  - 石谷家住宅
  - 石谷氏庭園
  - 舊鹽屋出店
  - 商家風町屋
  - 西洋館

## 姊妹、友好城市

### 海外
- 楊口郡（韓國江原道）：於1999年10月10日締結為姊妹都市。

## 本地出身之名人
- 石谷傳四郎：前眾議院議員
- 石谷憲男：前參議院議員
- 大坪弘道：檢察官
- 西河克己：電影導演
- 福士敬章：棒球選手

## 外部連結
- （日語） 智頭町觀光協會 （页面存档备份，存于）